# Lac D'Ailleboust
Lac D'Ailleboust är en sjö i Kanada.   Den ligger i regionen Saguenay–Lac-Saint-Jean och provinsen Québec, i den östra delen av landet, 600 km nordost om huvudstaden Ottawa. Lac D'Ailleboust ligger 357 meter över havet. Arean är 11,2 kvadratkilometer. Den sträcker sig 7,3 kilometer i nord-sydlig riktning, och 6,7 kilometer i öst-västlig riktning.
Trakten runt Lac D'Ailleboust är nära nog obefolkad, med mindre än två invånare per kvadratkilometer.